# Virtus Pallacanestro Bologna 1954-1955

## Roster
Minganti Bologna 1954-55
- Carlo Negroni (capitano)
- Giuliano Battilani
- Umberto Borghi
- Nino Calebotta
- Achille Canna
- Germano Gambini
- Mario Mioli
- Luigi Rapini
- Franco Rizzi
- Vittorio Tracuzzi
- Vittorio Verasani
- Luciano Zia

## Staff Tecnico
- Allenatore:  Vittorio Tracuzzi

## Risultati
- Serie A:  1ª classificata su 12 squadre (15 vittorie, 2 pareggi, 5 sconfitte):  Campione d'Italia